# アメリカ・ラティーナ・ロジスティカ

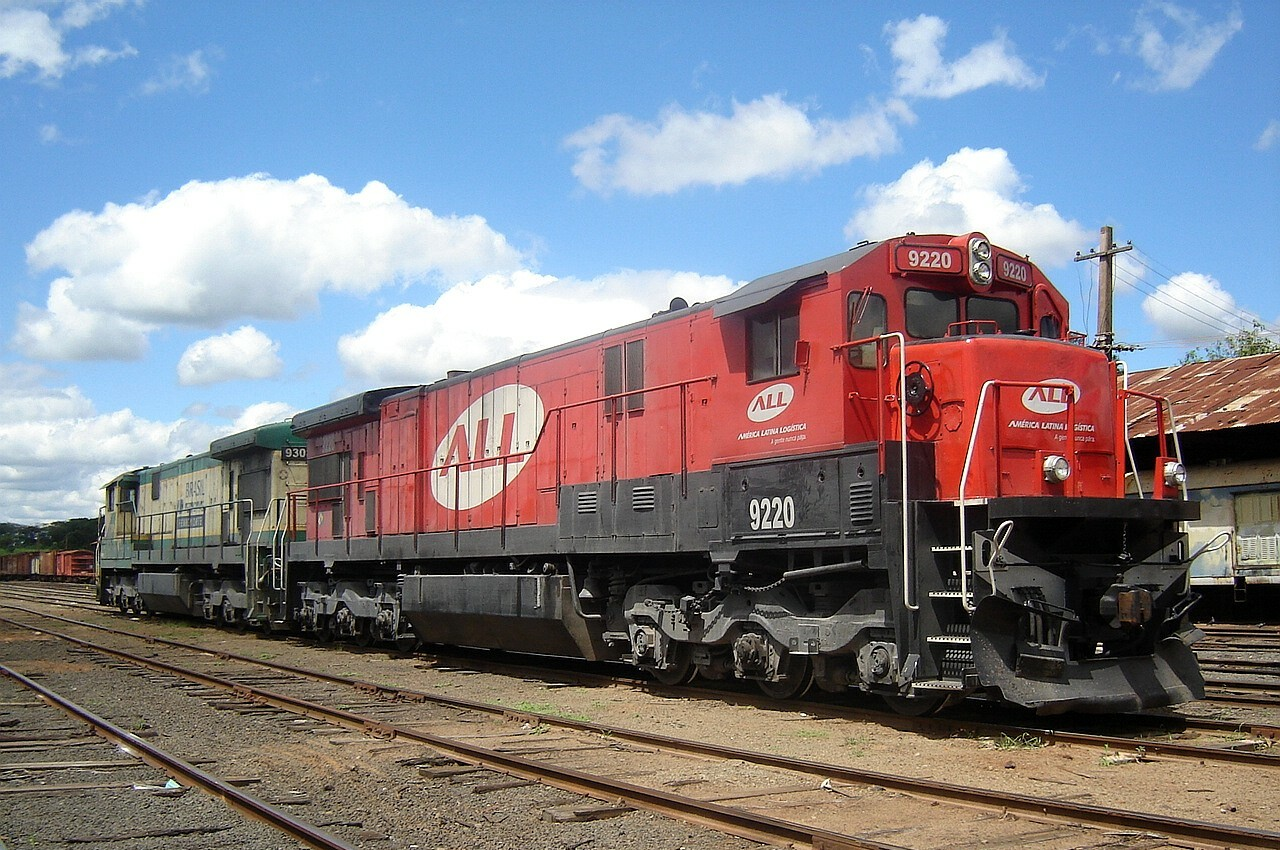
ALLが運用していたゼネラル・エレクトリック製のC30-7形ディーゼル機関車

アメリカ・ラティーナ・ロジスティカ（América Latina Logística、略称ALL）は、かつてブラジルに存在した持ち株会社である。
ブラジルとアルゼンチンで鉄道を運営し、他の鉄道会社にリースを行うほか、港湾作業、マーチャンダイジング、倉庫業等を営むなど多角的な展開を行い、本社はブラジル南部、パラナ州の州都クリチバに所在した。
この二国のほか、隣国であるパラグアイなどでも事業を展開したが、アルゼンチン国内での運営権利をアルゼンチン政府により取り下げられたのち、2015年にルーモロジスティカに吸収合併された。

## 歴史
ALLは、ブラジル連邦鉄道 (RFFSA) の民営化を受け、1997年にフェロビア・スル・アトランティコ（Ferrovia Sul Atlântico、南大西洋鉄道）として設立された。主としてブラジル南部を営業範囲とし、 サンタカタリーナ州、リオグランデ・ド・スル州の鉄道路線の営業権を得た。1998年にサンパウロ州で運営を開始し、2001年にはブラジルのロジスティクス企業でアルゼンチン、チリ、ウルグアイにもネットワークのあったDelara Ltdaを買収した。2006年には営業範囲をブラジル中部のマットグロッソ州、マットグロッソ・ド・スル州にまで拡大した。
1999年、アルゼンチンの鉄道会社の株式を取得後、会社名をアメリカ・ラティーナ・ロジスティカと改称した。株式を取得してから運営を開始したのはウルキサ将軍鉄道とサンマルティン将軍鉄道の大半の区間であった。
2013年、アルゼンチン政府はALLがアルゼンチン国内での運営が契約違反だとして営業免許を取り消した。
2015年、ALLはルーモロジスティカと交渉し同社に吸収合併された。

## ブラジルの鉄道路線
前述の通り、ブラジル連邦鉄道が保有していた路線を引き継ぎ、主に同国南部に営業範囲を広げていた。
サンパウロ州内に1,600 mm軌間の路線が存在のほかは、基本的に1,000 mmのメーターゲージ軌間の路線を保有していた。

## アルゼンチンの鉄道路線
アルゼンチンの鉄道路線は、アメリカに拠点を置く鉄道開発会社 (RDC) とアルゼンチン政府と共同で保有していた。

### ALLメソポタミカ
標準軌で建設された路線。イギリスが保有していたエントレ・リオス鉄道と東アルゼンチン鉄道がブエノスアイレスと北部のエントレ・リオス州、コリエンテス州、ミシオネス州を結ぶ路線として建設したもの。
1949年の国有化後、これらの路線はウルキサ将軍鉄道の一部となった。
1993年10月22日の再民営化に際し、旅客列車が運行を停止。保有・貨物列車の運行を行う会社はメソポタミカ・ウルキサ将軍鉄道となったものの、1999年にALLに買収され、2,240 kmの路線網がALLメソポタミカの名の下で展開された。
2003年にはTEAにより路線上に再び旅客列車が走り始めた。ALLはTEAに線路を貸し、機関車を共用したがTEAによる旅客列車の運行は2011年に中止された。これは政府がTEAに列車運行のための補助金を十分に渡していなかったことが原因とされ、旅客列車の運行はTBAに変更された。TBAはこの路線を使い、アルゼンチン - ウルグアイ間の国際列車も走らせるなど、意欲的な運行を行った。しかしそれもつかの間、TBAは2012年ブエノスアイレス鉄道惨事を起こし解体されてしまった。
前述の通り2013年にALLはアルゼンチン政府から違反を言い渡され、同国内での運営権を取り消されてしまう。その背景には、ALLメソポタミカが線路の保守を怠い、貨物列車の脱線が多発していた事が大きく関係していると言われている。
それ以降は再び国有となり、Trenes Argentinos-Urquiza Cargasの愛称で貨物輸送が引き続き行われている（一部区間では旅客列車も運行再開）。
ALLメソポタミカが運営していたウルキサ将軍鉄道はパラグアイ、ウルグアイの標準軌路線と接続しており、ブラジルのメーターゲージ路線との接続も存在している。

### ALLセントラル
軌間1,676 mmの広軌鉄道。
イギリス企業が建設・保有し、アルゼンチンにおける広軌鉄道の「ビッグフォー」の一角を占めていたブエノスアイレス・アル・パシフィコ鉄道（B.A.P.）（ブエノスアイレス太平洋方鉄道）が、ブエノスアイレスと西方のメンドーサ州およびサンフアン州を結び、アンデス山脈を越えた先のチリにあり、社名に入る太平洋と連絡する重要な鉄道として建設した。
1949年の国有化後は、国営のサン・マルティン将軍鉄道（Ferrocarril General San Martín - FCGSM）となった。
1993年10月22日の再民営化に際しては、保有と貨物列車の運行は再びブエノスアイレス・アル・パシフィコ鉄道（B.A.P.）となり、旅客列車の運行はU.E.P.F.P.（Ferrobaires）の担当となったが、1999年にB.A.P.はALLに買収され、ALLセントラルという名に変更された。
こちらも2013年にアルゼンチン政府により運営権を取り消されてしまった。
2013年のALLの運営権取り消し以降、ALLセントラルの路線は全て再び国有となり、新アルゼンチン国鉄の子会社であるベルグラーノ・カルガス・ロジスティカ（Belgrano Cargas y logistica）がTrenes Argentinos - San Martín Cargasの愛称で貨物輸送が引き続き行われ、旅客列車の運行も政府によるものとなった。なお、機関車や貨車の中にはALLの塗装とロゴが残ったまま運用されているものも存在する。

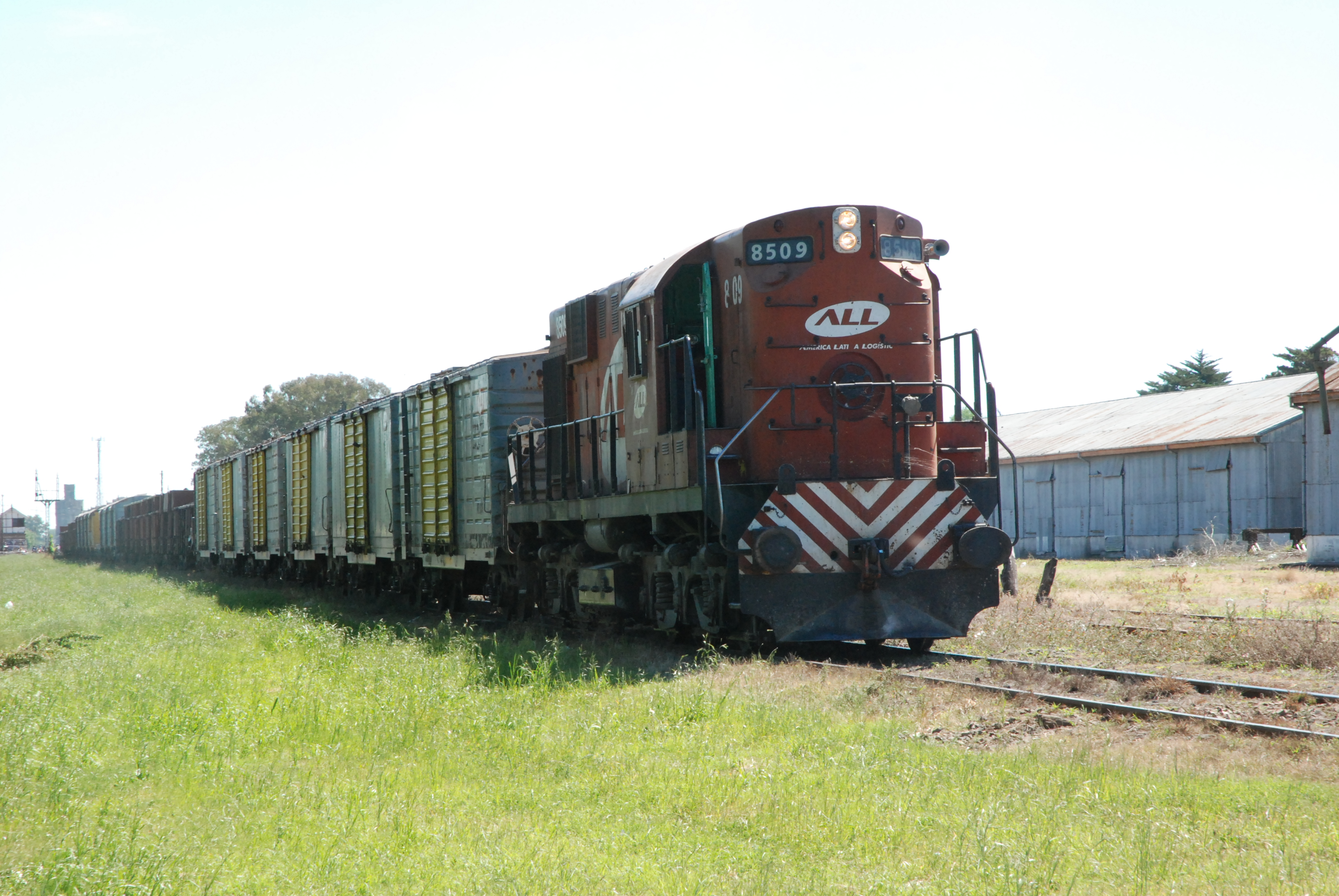
ALLセントラルの貨物列車
ALCORSD-16ディーゼル機関車が牽引